# Посмішка ящірки
«Посмішка ящірки» (порт. O Sorriso do Lagarto) — мелодраматичний телесеріал. За період з 4 червня 1991 по 30 серпня 1991 року було показано 52 серії. Перекладений українською мовою серіал виходив на екрани телеканалу УТ-2 у середині 1990-х. Озвучений акторами Ольгою Лях та Володимиром Ставицьким

## Сюжет
На острові Санта Круз убита Марія Мерседес, бідна дівчина, яка втекла з пологового відділення місцевої лікарні. Куля вбивці наздогнала її, коли вона з новонародженим на руках бігла берегом до рибалки Жоао Педросо. Почувши постріл, Жоао Педросо, який був у морі, поплив до берега, але Марія Мерседес була мертва. Дитини при ній не виявилося…

## У ролях
- Tony Ramos — João Pedroso
- Raul Cortez — Angelo Marcos
- Maitê Proença — Ana Clara
- Carlos Augusto Strazzer — Peçanha
- José Lewgoy — Lúcio Nemésio
- Lúcia Veríssimo — Bebel
- Alexandre Frota — Tavinho
- Claudio Mamberti — Cirino
- Ana Paula Bouzas — Branca
- Marcelo Picchi — Nando
- Ana Beatriz Nogueira — Evangelina
- Sofia Papo — Maria das Mercês
- Pedro Paulo Rangel — Padre Monteirinho
- Fábio Sabag — Bará
- Chiquinho Brandão — Chico